# Florența Crăciunescu
Florența Țacu-Crăciunescu (nata Ionescu; Craiova, 7 maggio 1955 – 8 giugno 2008) è stata una discobola e pesista rumena.
Sorella della lanciatrice Carmen Ionesco.

## Biografia
Sesta alle Olimpiadi di Mosca 1980, l'anno successivo diventa campionessa universitaria a Bucarest grazie ad un lancio a 67,48 metri.
Dopo aver raggiunto la finale agli europei di Atene 1982 e ai mondiali di Helsinki 1983, lo stesso anno riesce a bissare il successo di due anni prima alle Universiadi di Edmonton.
Nel 1984 conquista il bronzo alle Olimpiadi di Los Angeles nel lancio del disco mentre, nel getto del peso conclude ottava.

## Palmarès
| Anno | Manifestazione | Sede        | Evento           | Risultato | Prestazione | Note                     |
| ---- | -------------- | ----------- | ---------------- | --------- | ----------- | ------------------------ |
| 1980 | Olimpiadi      | Mosca       | Lancio del disco | 6ª        | 64,38 m     |                          |
| 1981 | Universiadi    | Bucarest    | Lancio del disco | Oro       | 67,48 m     | Record delle Universiadi |
| 1982 | Europei        | Atene       | Lancio del disco | 7ª        | 64,00 m     |                          |
| 1983 | Mondiali       | Helsinki    | Lancio del disco | 9ª        | 62,14 m     |                          |
| 1983 | Universiadi    | Edmonton    | Lancio del disco | Oro       | 64,56 m     |                          |
| 1984 | Olimpiadi      | Los Angeles | Lancio del disco | Bronzo    | 63,64 m     |                          |
| 1984 | Olimpiadi      | Los Angeles | Getto del peso   | 8ª        | 17,23 m     |                          |